# JR奈良駅NKビル
JR奈良駅NKビル（ジェイアールならえきエヌケービル）は、西日本旅客鉄道（JR西日本）奈良駅の東に位置する、スーパーホテルを核テナントとする複合開発ビル。

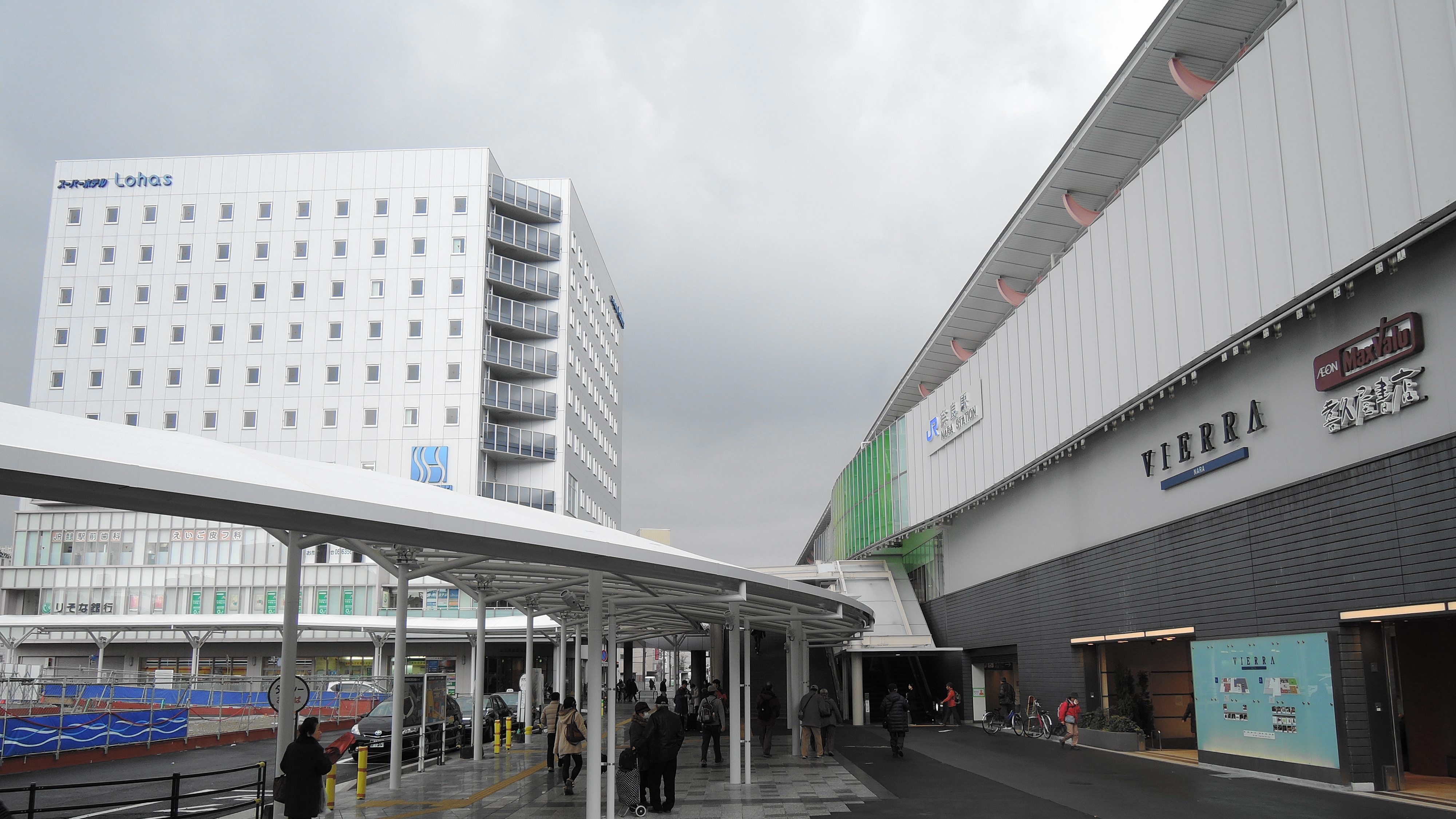
左：NKビル、右:JR奈良駅

## 概要
大和都市計画事業（奈良国際文化観光都市建設事業）JR奈良駅周辺土地区画整理事業に伴い、ジェイアール西日本不動産開発が開発した。全体オープンは2009年（平成21年）2月20日であるが、実際には2月2日にセブン・イレブン、2月9日にりそな銀行、そして2月13日にスーパーホテルがオープンしており、JR奈良駅東口（二階改札階）に直結している。
- 所在地：奈良県奈良市三条本町1004番1号・1005番1号
- 構造：地上10階。
- 延床面積：約9400m2。

## 主要テナント

### 1 - 3階
- セブン・イレブン
- りそな銀行新奈良営業部

### 4階 - 10階
- スーパーホテルLohas・JR奈良駅

## 交通アクセス

### 電車
- 西日本旅客鉄道（JR西日本）奈良駅から徒歩10秒